# 北海道道856号本泊利尻空港线
北海道道856号本泊利尻空港线（日语：北海道道856号本泊利尻空港線）是一条位于北海道利尻島利尻郡利尻富士町的普通道级道路（北海道道）。

## 道路概况
- 起点：北海道利尻郡利尻富士町鴛泊
- 終点：北海道利尻郡利尻富士町鴛泊（利尻空港）
- 总距离：0.7千米

## 经过的自治体
- 宗谷综合振兴局
  - 利尻郡利尻富士町

## 主要连接道路
- 北海道道105号利尻富士利尻线（起点）

## 历史
- 1975年（昭和50年）3月31日 - 路線勘定（北海道告示第951号）